# Влашка салата
Влашка салата је јело које се најчешће припремало на њиви, на салашу, при косидби или копању, углавном само од поврћа.
Спремала се на на два начина. Исецкани парадајз, паприка и лук (с пролећа и пера лука) кували су се уз додатак соли и љуте паприке. Поврће је само испуштало воду, па се добијала течна маса, која се изливала у тепсију или дрвени заструг из кога се јело кашиком.
Уз салату најчешће је био сервиран само сир, а јела се са хлебом. У пролеће када није било парадајза, састојцима су се додавали сирће и вода. Салата се служила свежа и хладна, са хлебом. Рецепти за влашку салату који се данас могу наћи на менијима (уз додатак саламе, мајонеза, павлаке, итд.) појавили су се касније и не представљају традиционално јело ђердапског краја.